# 勤め
| ウィキペディアには「勤め」という見出しの百科事典記事はありません（タイトルに「勤め」を含むページの一覧/「勤め」で始まるページの一覧）。 代わりにウィクショナリーのページ「勤め」が役に立つかもしれません。 |